# Mistrzostwa Oceanii w Rugby 7 Kobiet 2014
Mistrzostwa Oceanii w Rugby 7 Kobiet 2014 – piąte mistrzostwa Oceanii w rugby 7 kobiet, oficjalne międzynarodowe zawody rugby 7 o randze mistrzostw kontynentu organizowane przez FORU mające na celu wyłonienie najlepszej żeńskiej reprezentacji narodowej w tej dyscyplinie sportu w Oceanii. Odbyły się wraz z turniejem męskim w dniach 3–4 października 2014 roku w australijskim mieście Noosa.

## Informacje ogólne
W rozegranym w ramach Noosa International 7s Festival turnieju wzięło udział siedem reprezentacji, które w pierwszej fazie rywalizowały systemem kołowym, a dwie najlepsze w grupie drużyny zmierzyły się w finale. Podział na grupy oraz rozkład gier zostały opublikowane 19 września 2014 roku. Zawody były transmitowane w Internecie na oficjalnej stronie FORU.
Najlepsze po fazie grupowej zespoły Australii i Nowej Zelandii awansowały do finału, w którym lepsze okazały się Nowozelandki.

## Faza grupowa
| 3 października 201408:00 | Fidżi | 38:0 | Papua-Nowa Gwinea | Noosa |
| 3 października 201408:00 |       | 38:0 |                   | Noosa |

| 3 października 201408:20 | Australia | 41:0 | Tonga | Noosa |
| 3 października 201408:20 |           | 41:0 |       | Noosa |

| 3 października 201408:40 | Nowa Zelandia | 41:0 | Wyspy Cooka | Noosa |
| 3 października 201408:40 |               | 41:0 |             | Noosa |

| 3 października 201411:00 | Samoa | 24:12 | Tonga | Noosa |
| 3 października 201411:00 |       | 24:12 |       | Noosa |

| 3 października 201411:20 | Australia | 24:5 | Fidżi | Noosa |
| 3 października 201411:20 |           | 24:5 |       | Noosa |

| 3 października 201411:40 | Papua-Nowa Gwinea | 24:10 | Wyspy Cooka | Noosa |
| 3 października 201411:40 |                   | 24:10 |             | Noosa |

| 3 października 201414:00 | Papua-Nowa Gwinea | 34:14 | Tonga | Noosa |
| 3 października 201414:00 |                   | 34:14 |       | Noosa |

| 3 października 201414:20 | Samoa | 19:0 | Wyspy Cooka | Noosa |
| 3 października 201414:20 |       | 19:0 |             | Noosa |

| 3 października 201414:40 | Nowa Zelandia | 24:7 | Fidżi | Noosa |
| 3 października 201414:40 |               | 24:7 |       | Noosa |

| 3 października 201416:20 | Tonga | 5:30 | Wyspy Cooka | Noosa |
| 3 października 201416:20 |       | 5:30 |             | Noosa |

| 3 października 201416:40 | Samoa | 12:10 | Papua-Nowa Gwinea | Noosa |
| 3 października 201416:40 |       | 12:10 |                   | Noosa |

| 3 października 201417:00 | Nowa Zelandia | 19:17 | Australia | Noosa |
| 3 października 201417:00 |               | 19:17 |           | Noosa |

| 4 października 201408:00 | Fidżi | 50:0 | Tonga | Noosa |
| 4 października 201408:00 |       | 50:0 |       | Noosa |

| 4 października 201408:20 | Australia | 33:0 | Wyspy Cooka | Noosa |
| 4 października 201408:20 |           | 33:0 |             | Noosa |

| 4 października 201408:40 | Nowa Zelandia | 40:0 | Samoa | Noosa |
| 4 października 201408:40 |               | 40:0 |       | Noosa |

| 4 października 201411:00 | Fidżi | 50:0 | Wyspy Cooka | Noosa |
| 4 października 201411:00 |       | 50:0 |             | Noosa |

| 4 października 201411:20 | Australia | 45:0 | Samoa | Noosa |
| 4 października 201411:20 |           | 45:0 |       | Noosa |

| 4 października 201411:40 | Nowa Zelandia | 29:7 | Papua-Nowa Gwinea | Noosa |
| 4 października 201411:40 |               | 29:7 |                   | Noosa |

| 4 października 201413:20 | Fidżi | 31:0 | Samoa | Noosa |
| 4 października 201413:20 |       | 31:0 |       | Noosa |

| 4 października 201413:40 | Australia | 31:0 | Papua-Nowa Gwinea | Noosa |
| 4 października 201413:40 |           | 31:0 |                   | Noosa |

| 4 października 201414:00 | Nowa Zelandia | 52:0 | Tonga | Noosa |
| 4 października 201414:00 |               | 52:0 |       | Noosa |

## Finał
| 4 października 201416:32 | Nowa Zelandia | 31:10 | Australia | Noosa |
| 4 października 201416:32 |               | 31:10 |           | Noosa |

## Klasyfikacja końcowa
| Miejsce | Reprezentacja     |
| ------- | ----------------- |
| 1       | Nowa Zelandia     |
| 2       | Australia         |
| 3       | Fidżi             |
| 4       | Samoa             |
| 5       | Papua-Nowa Gwinea |
| 6       | Wyspy Cooka       |
| 7       | Tonga             |